# 1932年經濟計劃綱要
《經濟計劃綱要》，又稱《1932年經濟計劃綱要》、《佛曆2475年經濟計劃綱要》，通稱“黃皮書”，是暹羅立憲革命後人民黨黨員比里·帕侬荣為暹羅（即泰国）所草擬的經濟計劃。由於黃皮書提議進行土地改革，黃皮書遭暹羅國內保守派反對，而比里·帕儂榮亦因此在被逐出內閣後不但遭暹羅總理披耶·玛奴巴功政治打壓，更被政府指控為“共产主义者”，使其合法性遭削弱。

## 背景
人民黨的六大黨綱中的第三條是“必須在經濟上維護人民福祉：新政府將為所有公民找到工作，並對國家經濟進行規劃，不讓人民挨餓”。暹羅立憲革命後，人民黨不但想徹底推翻集權絕對君主制，也想徹底改變暹羅大部分土地集中於精英與貴族手上的現象。為此，比里·帕儂榮起草《經濟計劃綱要》（即“黃皮書”）以達致人民黨第三條黨綱的目標。黃皮書末附有《國民幸福保障法案》（พระราชบัญญัติว่าด้วยการประกันความสุขสมบูรณ์ของราษฎร）與《經濟經營法案》（พระราชบัญญัติว่าด้วยการประกอบเศรษฐกิจ）兩個作為黃皮書的配套法律的法案。黃皮書一經起草，即行印製予其推廣者與人民黨黨員過目，而在黃皮書的內容獲核實後，比里·帕儂榮隨即隨即將黃皮書交予內閣審議。

## 內容
黃皮書共分以下11章：
1. 人民黨公告（ประกาศของคณะราษฎร）
2. 經濟不確定性（ความไม่เที่ยงแท้แห่งการเศรษฐกิจ）
3. 人民幸福的保障（การประกันความสุขสมบูรณ์ของราษฎร）
4. 勞動力流失與人民惰性（แรงงานที่สูญเสียไป และพวกหนักโลก แบ่งเป็น）
  1. 勞動力未經充分利用即遭浪費（แรงงานเสียไปโดยที่มิได้ใช้เต็มที่）
  2. 勞動力因經濟管理不善而遭浪費（แรงงานเสียไปเพราะจัดการเศรษฐกิจไม่เหมาะ）
  3. 勞動力因未機械化而遭浪費（แรงงานที่เสียไปโดยไม่ใช้เครื่องจักรกล）
  4. 勞動力因人民天生懶惰而遭浪費（แรงงานที่เสียไป เพราะบุคคลที่เกิดมาหนักโลก）
5. 政府獲取土地、勞動力與資本之法（วิธีซึ่งรัฐบาลจะหาที่ดิน แรงงาน เงินทุน）
  1. 土地供應（การจัดหาที่ดิน）
  2. 就業
  3. 資本供應（การจัดหาทุน）
6. 平衡政府收支（การจัดทำให้รายได้และรายจ่ายของรัฐบาลเข้าสู่ดุลยภาพ）
  1. 國內平衡（ดุลยภาพภายในประเทศ）
  2. 國際平衡（ดุลยภาพระหว่างประเทศ）
7. 以合作社進行分工（การแบ่งงานออกเป็นสหกรณ์）
8. 政府管理國內經濟活動之法（รัฐบาลจะจัดให้มีการเศรษฐกิจชนิดใดบ้างในประเทศ）
9. 預防勞資關係難題（การป้องกันความยุ่งยาก ในปัญหาเรื่องนายจ้างกับลูกจ้าง）
10. 國家經濟計劃（แผนเศรษฐกิจแห่งชาติ）
11. 六大原則相關成果（ผลสำเร็จอันเกี่ยวแก่หลัก 6 ประการ）
  1. 自主
  2. 維持內部安全（การรักษาความสงบเรียบร้อยภายใน）
  3. 經濟
  4. 平等
  5. 自由
  6. 教育

## 後續
由於黃皮書提議進行土地改革，改革派與保守派之間發生意識形態衝突。內閣於1933年3月12日設立委員會以審議黃皮書，而瑪奴巴功總理在委員會會議中會上呈國王巴差提朴（拉瑪七世）不同意黃皮書提議的備忘錄。比里·帕儂榮隨即自主請辭，惟其辭呈不獲瑪奴巴功總理接納。同年4月1日，瑪奴巴功總理以頒佈皇家政令的方式發動政變，提早解散眾議院並暫停實行《暹羅王國憲法》（1932年12月10日憲法）的部分條文。翌日，新內閣繞過眾議院頒佈《佛曆2476年共產主義法令》（พระราชบัญญัติว่าด้วยคอมมิวนิสต์ พุทธศักราช 2476），而此舉被指意在使比里·帕儂榮噤聲。當月12日，新內閣發佈經御准的新版《經濟計劃綱要》（即“白皮書”），並在其中指控比里·帕儂榮為“共产主义者”以削弱其合法性。